# Sách nói
Sách nói là một hình thức truyền tải thông tin nằm trong một cuốn sách. Giống như với sách in trên giấy hay sách điện tử, thông tin được giữ nguyên và thể hiện một cách chân thực. Người dùng sách nói sẽ nghe một người đọc sách thành tiếng thông qua các phương tiện truyền thông hay các ứng dụng thông minh.